# Lutjanus johnii
Lutjanus johnii és una espècie de peix de la família dels lutjànids i de l'ordre dels perciformes.

## Morfologia
- Els mascles poden assolir 97 cm de longitud total.[4][5]

## Hàbitat
És un peix de clima tropical i associat als esculls de corall que viu fins als 80 m de fondària.

## Distribució geogràfica
Es troba des de l'Àfrica oriental fins a Fiji, les Illes Ryukyu i Austràlia.

## Ús comercial
A Hong Kong és una espècie habitual dels mercats de peix viu.